# Perseveración
La perseveración, en los campos de la psicología, la psiquiatría y la patología del habla y el lenguaje, es la repetición de una respuesta particular (como una palabra, frase o gesto) independientemente de la ausencia o el cese de un estímulo. Generalmente es causada por una lesión cerebral u otro trastorno orgánico. Los síntomas incluyen "falta de capacidad para realizar una transición o cambiar ideas de manera apropiada con el contexto social, como lo demuestra la repetición de palabras o gestos después de que han dejado de ser socialmente relevantes o apropiados", o el "acto o tarea de hacerlo", y no se describen mejor como estereotipia (un comportamiento idiosincrásico altamente repetitivo).
En un sentido más amplio, se utiliza para una amplia gama de conductas sin función que surgen de una falla del cerebro para inhibir funciones ejecutivas o para permitir su progreso habitual hacia una conducta diferente, e incluye deterioro en la flexibilidad cognitiva y cambio de tarea en las actividades sociales y otros contextos.
La definición principal de perseveración en biología y psicología clínica implica alguna forma de repetición de respuesta o la incapacidad de realizar cambios (cambio de objetivos, tareas o actividades) según sea necesario, y generalmente se evidencia en comportamientos como palabras y gestos que se continúan repitiendo. a pesar de la ausencia o el cese de un estímulo.   
De manera más amplia, en la psicología clínica, el término describe conductas mentales o físicas que no son excesivas en términos de cantidad pero que aparentemente no funcionan e involucran una gama limitada de conductas.
Como ejemplo del término, se puede emplear un escenario. Dos mujeres se van de campamento y, cuando abandonan brevemente su campamento y regresan, descubren que les faltan sus pertenencias. Una supone que fue su vecino y persevera en su aseveración durante toda la velada. “Apuesto a que nuestro vecino nos robó las sillas” y nuevamente “tiene que ser el vecino”. La mujer continúa hablando, incluso mucho después de que se haya cometido el crimen.
Etimológicamente, el término deriva de "perseverar", que significa "continuar con determinación", del latín "perseverare", que significa "perseverar": el comportamiento persistente dirigido hacia una meta identificable se llama "perseverancia", pero cuando no está dirigido hacia tal meta se llama "perseveración". En inglés general, "perseveration" se refiere a repetición insistente o redundante, no necesariamente en un contexto clínico.

## Condiciones y manifestaciones asociadas.
La perseveración del pensamiento indica una incapacidad para cambiar de ideas o respuestas. Un ejemplo de perseveración es que, durante una conversación, si un tema ha sido completamente explorado y discutido hasta un punto de resolución, no es raro que algo desencadene una nueva investigación del asunto. Esto puede suceder en cualquier momento durante una conversación.
Lesión cerebral física, trauma o daño
- La perseveración es particularmente común entre quienes han sufrido una lesión cerebral traumática .
- La perseveración es a veces una característica de las lesiones del lóbulo frontal,[7] y de otras condiciones que involucran disfunción o desregulación dentro del lóbulo frontal. Esto es especialmente cierto cuando se ven afectadas la corteza orbitofrontal lateral o la convexidad prefrontal inferior (áreas de Brodmann 47/12).[8]
- La perseveración también se considera a veces como un síntoma de afasia.

Otras condiciones neurológicas
- La perseveración es una característica común del síndrome del lóbulo frontal, así como de enfermedades neurodegenerativas como la parálisis supranuclear progresiva, el síndrome corticobasal y la intoxicación crónica por acetogenina .
- La perseveración también puede referirse a los intereses obsesivos y altamente selectivos de los individuos en el espectro del autismo .
- En el trastorno por déficit de atención con hiperactividad (TDAH), la perseveración o " hiperconcentración " ocurre comúnmente [9] como un deterioro de la cambio de flexibilidad cognitiva y de tareas.[10][11][12]
- En las personas que son intelectualmente dotadas y con problemas de aprendizaje, el estado de hiperconcentración y flujo puede confundirse con la perseveración.[9]
- Aparte de sus síntomas directos, las personas con trastorno obsesivo-compulsivo pueden tener problemas específicos con la flexibilidad cognitiva y la inhibición de funciones ejecutivas.[13]

Confusores (condiciones con síntomas que aparecen similares)
- La perseveración puede confundirse con conductas habituales en otras afecciones y trastornos, como el trastorno obsesivo-compulsivo, incluido el trastorno de estrés postraumático (TEPT), el trastorno dismórfico corporal, la tricotilomanía y los problemas de hábitos.  Sin embargo, en experimentos con animales es posible distinguir la perseveración cognitiva de la repetición debida a un trastorno motor. Por ejemplo, bajo dosis bajas de anfetamina, un animal perseverará en mantener una preferencia arbitraria por un objeto incluso cuando se requieran diferentes respuestas motoras para mantener esa preferencia.[14]

No probado:
- Varios investigadores han intentado conectar la perseveración con la falta de inhibición de la memoria (la idea de que la persona podría estar repitiendo una determinada respuesta porque no ha podido olvidar una pregunta pasada y pasar al tema actual); sin embargo, esta conexión no se pudo encontrar o era pequeña.[15][16]